# أحمد بن عبد الرزاق حمودة
أحمد بن عبد الرزاق حمودة أو سي الحواس، من مواليد سنة 1923 بمشونش إحدى قرى ولاية بسكرة. و من شهداء ثورة التحرير الجزائرية.

## نشاطه السياسي
- نشأ بمسقط رأسه وسط عائلة ميسورة الحال، حفظ ما تيسر من القرآن الكريم، وتعلم اللغة، والفقه على يد والده.
- امتهن التجارة سنة 1937 بعد وفاة والده مما كان سببا في تنقلاته واحتكاكه بأبرز أعضاء الحركة الوطنية مثل العربي بن مهيدي، محمد الشريف سعدان ومصطفى بن بولعيد.
- بدأ نضاله السياسي في حركة انتصار الحريات الديمقراطية. سافر إلى فرنسا قبيل اندلاع ثورة التحرير الجزائرية لدعم نشاط الحركة الوطنية بالخارج بعدما شعر أن السلطات الإستعمارية بدأت تترصد تحركاته.

## نشاطه أثناء الثورة
- التحق سي الحواس بالثورة عند اندلاعها، كلف بالذهاب إلى فرنسا لتبليغ العمال المهاجرين أنباء الثورة وأهدافها وهذا للحد من الأكاذيب التي روجتها وسائل الإعلام الفرنسية لتشويه حقائق الثورة.
- عاد إلى الجزائر في ربيع سنة 1955 ملتحقا بصفوف جيش التحرير الوطني ومعه كمية معتبرة من الألبسة وبعض الاحتياجات ومبلغ مالي هام.
- بقرار من قيادة الولاية الأولى في شهر سبتمبر 1955، انتقل سي الحواس إلى الصحراء لتوسيع رقعة الثورة هناك.
- في شهر جوان 1957 تم تعيينه قائدا للمنطقة الثالثة للولاية الأولى، ثم تمت ترقيته إلى رتبة صاغ أول وهي رتبة عسكرية تعادل اليوم رتبة ملازم أول .
- تم تعيينه قائدا للولاية السادسة بعد استشهاد العقيد علي ملاح.

## استشهاده
- كلف في أوائل شهر نوفمبر1958 رفقة العقيد عميروش بمهمة الإتصال بقيادة الثورة المتواجدة بالخارج بعد الاجتماع التاريخي المعروف بمؤتمر العقداء.
- تنفيذا لتلك المهمة قدم العقيد عميروش في شهر مارس 1959 من الولاية الثالثة والتقى بزميله سي الحواس نواحي عين الملح. وفي يوم29 مارس1959 بجبل ثامر وقع القائدان في الاشتباك الذي تحول إلى معركة ضارية استشهدا فيها معا.